# راكب الريح (رواية)
راكب الريح، رواية صدرت عام 2016م للكاتب والروائي الفلسطيني يحيي يخلف. ولد في بلدة سمخ على الضفة الجنوبية لبحيرة طبريا في (فلسطين) في عام 1944م. توجت الرواية بجائزة كتارا للرواية العربية عن فئة الروايات المنشورة 2016.

## عن الرواية
"راكب الريح" للكاتب يحيى يخلف تروي قصة شاب يافاوي يُدعى يوسف في القرن الثامن عشر. يوسف يتميز بجاذبية خارقة وشجاعة فائقة، يبرع في الخط العربي والرسم، ويصبح بطلاً شعبيًا. يُطلق عليه الناس اسم "راكب الريح" بسبب قدرته الفائقة على التحدي والبسالة. الرواية تتناول حياة يوسف وتأثيره على المجتمع، وتقدم لمحة عن تاريخ مدينة يافا في ظل الحكم العثماني والأحداث التاريخية المهمة.
«أشم فيك رائحة الإنسان. كل شيء موحش، حياتي كلّها في العتمة، وأنت من أضاءها. أنت أول رجل في حياتي أتواصل معه باختياري»
«كانت تلبس ثوبًا يافويًّا مطرزًا برسومات النجوم وعرق الريحان وساعة الحياة... ووجهها مضيء، كأنما الهواء المشبع برائحة البرتقال يرسل بين الفينة والأخرى نسمة طريّة إلى محيّاها»
«تفقّد إطار اللوحة وقماش الدمور المشدود إليه، فقد سهر ليلة أمس على إغلاق مسامه بمعجون (الجيسو)، حتى لا تتسرب الألوان الزيتية، وشدّه بقوة لكي تكون أبعاده متساوية »

## قصة الرواية
في أحياء يافا القديمة، انبثقت قصة "راكب الريح"، رواية تجذب القلوب بتشابك الأحداث والشخصيات. بدأت الرواية برؤية يحيى لواقع "مأزوم"، فاستعان بالتاريخ لتأمين جسر بين الماضي والحاضر. أضاف يحيى للرواية بُعدًا تاريخيًا، مستحضرًا شخصيات عثمانية وفرنسية وتركية تتنوع في خيوط الحكاية.
سار "راكب الريح" في رحلة التعلم، متقنًا فن العمارة في دمشق وتعلمًا حكمة تركية حكيمة. ألقى الروائي الضوء على "فضائل الآخر"، مما دفع بالبطل إلى تجارب متنوعة. استفاد من حكمة التركية الفاتنة، وقع في حب امرأة تركية مختلفة، وتعلم مفارقات الحياة.
في سعيه لفهم الذات، سافر يحيى بمشواره الروحي إلى أقاصي تركيا. حيث التقى بحكيم يهوى السلام والبشر. استسلم لتعلم "فن العمارة" وقرر التحرر من "القرين"، إنطلق إلى أضنة. هناك التقى بامرأة تركية، تجمع بين جمال باذخ ومصائر غامضة.
المغامرة لم تكن خالية من التحديات، فقد فقد يحيى الأهل والوطن، ولم يحالفه الحظ في الحب. لكنه استمر في امتصاص الحياة والعبر، وتجذبه جمالية القيم الإنسانية وتعاليم الثورة الفرنسية.
استند يحيى في روايته إلى مكونات تاريخية، من حضور سلاطين عثمانيين وجيش انكشاري، إلى الجوانب اليومية في بازارات يافا. نسج قصته بألوان متعددة، رسم فيها جمال الحياة والطبيعة والفنون، رفضًا للانغلاق والنظرة الضيقة للواقع.
بهذا السياق، طرح يحيى أسئلة حادة حول الوعي الفلسطيني وتحدياته. في هذه الرواية، عاش يحيى بين ماضٍ تاريخي حافل وواقع مستجد، مشيرًا إلى أن الفلسطيني المحاصر يحتاج لتوسيع حدود الوعي بمعارف جديدة.
يتجلى الجمال في "راكب الريح" في رؤية يحيى للحياة كمغامرة تعلم وتحرر. يندمج الشخصيات والأماكن في سياق تاريخي، يتجاوز الزمن والمكان. في النهاية، تظهر الرواية كرحلة فريدة تلامس واقعًا معقدًا يتحدى وجدان القارئ.
الراوي نسج تاريخًا حافلًا، حيث عاش يحيى في قلب الأحداث، متأثرًا بتجارب الشخصيات والأماكن التي امتزجت فيها الجمالية بالتاريخ. أعطى يحيى أهمية للوعي والقيم، وأبرز بطولة المعرفة وجمالية التحرر.
يشير الراوي في "راكب الريح" إلى وعي ضيق يعيشه الفلسطيني اليوم، يدعوه إلى توسيع مداركه بالاستفادة من معارف الآخرين. استخدم يحيى قصته للتأكيد على أن البحث عن المعرفة يتجاوز الحدود ويغذي الروح.
يرفع يحيى سقف الأمل في "راكب الريح"، بتركيزه على جمالية التحرر والتعلم من التجارب. تظهر الرواية كشهادة على روائي يدفع القارئ إلى التفكير في واقع فلسطيني تاريخي، متحديًا الزمن بحكايات تجسد الأمل والقوة.

## الشخصيات
الشخصية المحورية في هذه الرواية هي شخصية يوسف، يوسف أحمد الأغا، أو يوسف اليافاوي كما أطلق عليه.

## جوائز
توجت الرواية بجائزة كتارا للرواية العربية في فئة "الروايات المنشورة" 2016.